# عادل كامل (رياضي)

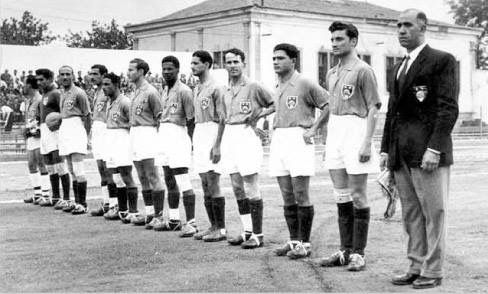
المنتخب العراقي لكرة القدم 1951
من اليمين:
ضياء حبيب، بيرسي لاينسديل، كريم علاوي، ناصر يوسف، شاكر إسماعيل، صالح فرج، سعيد يشوع مراد، حمة بشكة، جميل عباس، توما عبد الأحد، عادل كامل، ودود خليل جمعة

عادل كامل هو حارس مرمى عراقي سابق، لعب لنادي القوة الجوية، ومثل المنتخب العراقي لكرة القدم في أول مشاركة خارجية له سنة 1951 في تركيا.
لاحقا ترك كرة القدم ولعب ملاكما وأشرف على تدريب ملاكمين آخرين وهو من أبرز الملاكمين ومدربي الملاكمة في تاريخ العراق، وكانت له نزالات متكررة مع الملاكم عامر ناجي. بعدها عمل مدربا للملاكمة في نادي السكك ثم نادي الشرطة. 